# Haliotis iris
Haliotis iris (denominado em inglês rainbow abalone e blackfoot abalone, devido à cor negra do pé do animal; em maori por pāua e também em inglês por paua, sem acento, ou blackfoot pāua) é uma espécie de molusco gastrópode marinho pertencente à família Haliotidae. Foi classificada por Gmelin, em 1791. É nativa do sudoeste do oceano Pacífico, na costa da Nova Zelândia; sendo uma das três espécies de Haliotis deste país, junto com Haliotis australis (yellowfoot pāua, silver pāua ou queen pāua) e H. virginea (whitefoot pāua ou virgin pāua). É o maior, o mais comum e o mais conhecido, dentre os três abalones (pāua) neozelandeses.

## Descrição da concha
Haliotis iris apresenta concha oval e funda, com uma superfície frequentemente coberta com um pesado depósito de calcário e sendo irregularmente enrugada. Está entre os poucos gastrópodes que precipitam em sua concha tanto calcita quanto aragonita, podendo afetar seu brilho e resistência. Chegam de 14 até pouco menos de 20 centímetros e são de coloração geralmente uniforme em marrom-avermelhado com leve tonalidade esverdeada. Os furos abertos na concha, de 5 a 8, são circulares, grandes e pouco elevados. Região interna madreperolada, iridescente, apresentando o relevo de sua face externa e geralmente uma cicatriz muscular visíveis.

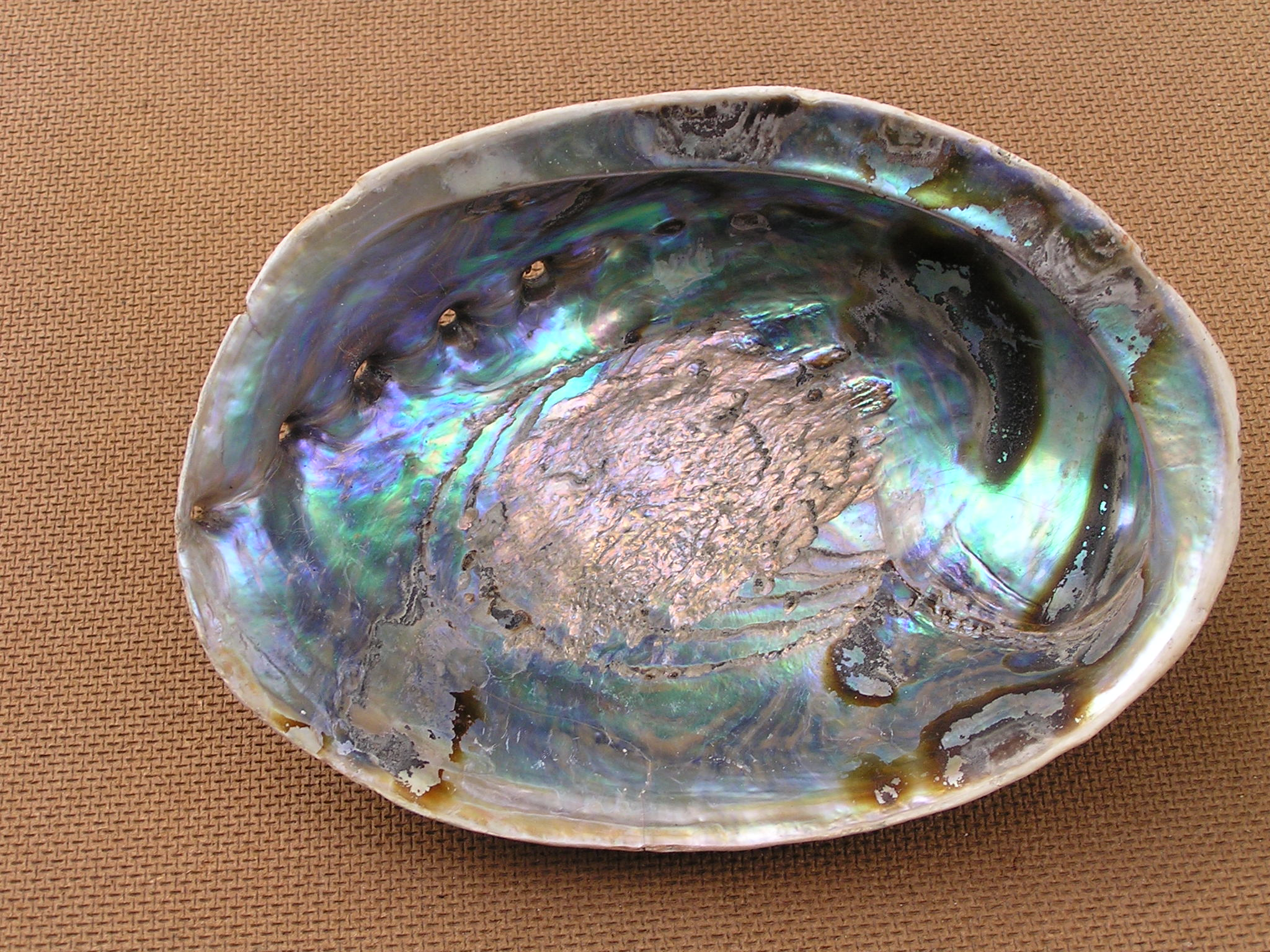
Vista inferior de H. iris, mostrando sua cicatriz muscular (centro).

## Distribuição geográfica
Haliotis iris ocorre em águas rasas da zona nerítica, entre as rochas, no sudoeste do oceano Pacífico; uma espécie endêmica da costa da Nova Zelândia, sendo encontrada nas ilhas Norte e Sul, mas também nas ilhas Chatham. Embora a maioria viva a menos de 10 metros, particularmente em locais expostos a grandes ondas, eles podem ser encontrados em profundidade de até 15 metros.

## Pesca e conservação
Este grande pāua neozelandês.tem sido uma das criaturas marinhas mais intensamente utilizadas pelo Homem, em sua região. Maoris os têm usado como fonte de alimento e suas conchas são utilizadas como recipientes para a realização e mistura de pigmentos; também sendo usada em ornamentos de adorno pessoal, elementos decorativos em esculturas, como olhos, e uso em artigos como anzóis.
Atualmente existem restrições legais para protegê-lo de sua sobrepesca, sendo possível coletar apenas dez pāua por dia. Conchas de dimensões menores que 12,5 centímetros devem ser retornadas ao mar. Não há permissão para pescá-lo com equipamento de mergulho. Apenas uma faca de lâmina fina é necessária para retirá-lo da rocha. Os maiores, e mais procurados por sua carne e concha, provém da ilha Stewart. Sua carne, concha e pérolas, resultantes de seu cultivo, são comercializados, sendo a única espécie de abalone cultivada nesta região. No entanto, mesmo com todas essas restrições em vigor, a negociação no mercado negro, sobre coletas ilegais, é enorme.